# Matresøyna
Matresøyna sont des écueils isolés dans le landskap Sunnhordland du comté de Vestland. Ils appartient administrativement à Masfjorden.

## Géographie
Rocheux et désertiques, à fleur d'eau, il s'agit d'écueils isolés .